# Schedula diversarum artium

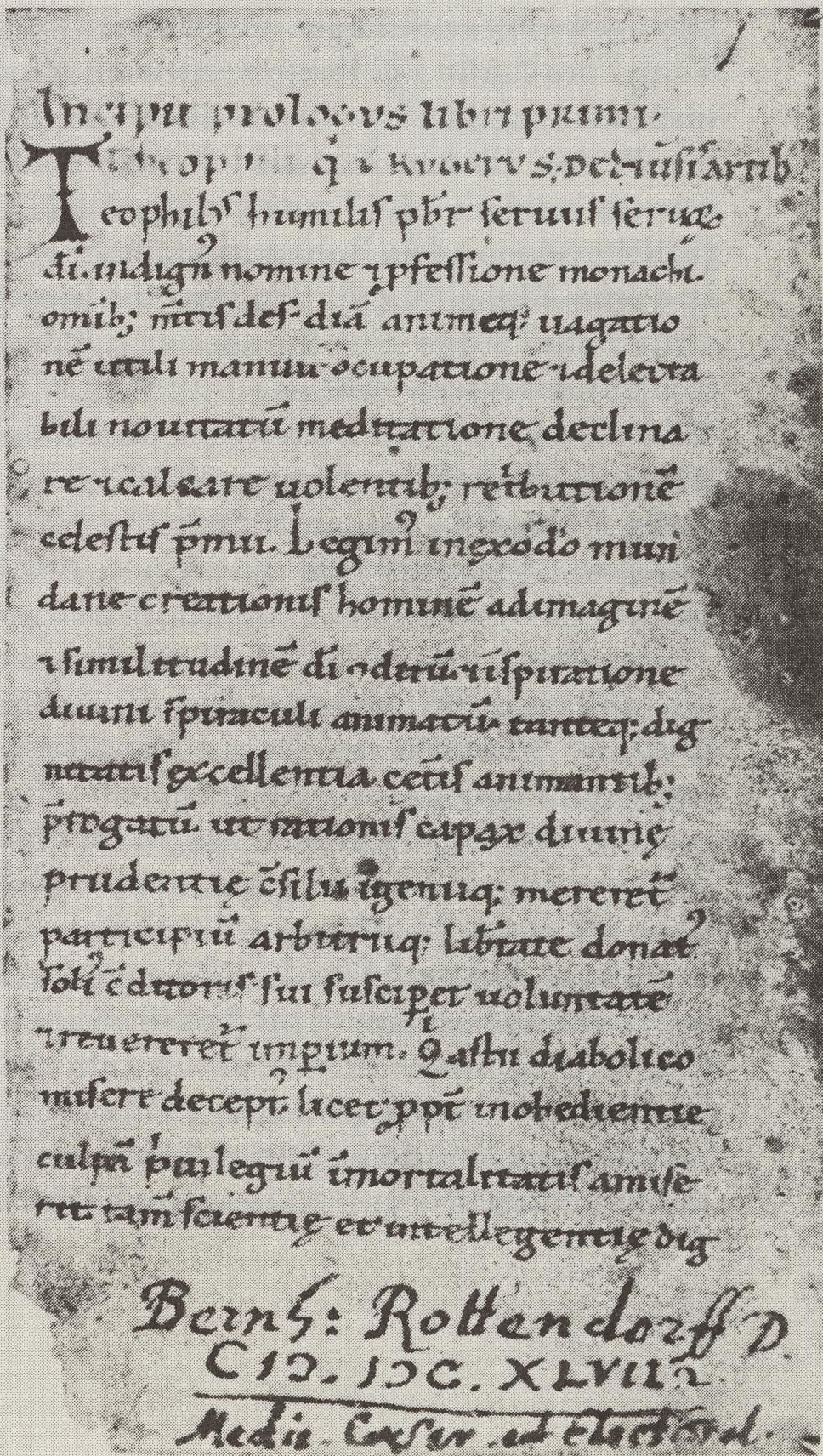
Schedula diversarum artium, page du manuscrit extrait du codex 2527, f° 1r (Vienne)

Schedula diversarum artium [Traité des divers arts] est le titre d'un ouvrage du premier quart du XIIe siècle, consacré aux techniques de l'art et composé par un prêtre du nom de Theophilus Presbyter (Théophile le moine). Selon certains historiens il ne ferait qu'un avec Rugerus (Rogkerus ou Roger) un orfèvre, moine bénédictin du monastère de Helmershausen, sur la Diemel, en Saxe, car la partie des arts du métal est très développée. Cependant cette confusion des personnes est encore discutée. L'ouvrage est parfois nommé De diversis artibus.

## Théophile
L'auteur de la compilation Lumen animæ, est le premier qui fait mention de Théophile. Il rapporte qu'il a reçu le Schedula d'un monastère d'Allemagne. Le Lumen animæ compte quarante-deux extraits où apparaît Théophile.
La localisation germanique de l'auteur est renforcée par quelques détails du texte. Par exemple au chapitre XXX du livre I, le mot huso, latinisation du mot allemand hansen, désigne un esturgeon, alors qu'il existe en latin acipenser. D'autres mots apparaissent : Fornis (XXI, livre I), Ziduar (XXXVI, livre III), en allemand Zidwar, Meizel (LXXI, idem), ciseaux, qui renforcent les idiomatismes de cette origine allemande.

## Composition
Le Schedula diversarum artium est le premier du genre à traiter des arts visuels, mais il ne les traite pas tous (il manque la sculpture). S'il est le plus méthodique, il est trop incomplet pour être utilisé pour l'enseignement : il semble être destiné à l'usage des clercs et n'est pas l'œuvre d'un pictor doctus, mais d'un clerc « intéressé par un large éventail de connaissances ». Il révèle surtout de très bonnes connaissances pratiques manifestement puisées dans expérience personnelle de Théophile ; pour la première partie par exemple, dans les ateliers d'enluminure de l'Allemagne du nord-ouest. Les sources sont néanmoins diverses et la part de compilation provient de l'Antiquité par les écrits de Pline, jusqu'aux civilisations artistiques byzantine et musulmane. 
L'ouvrage est composé de trois livres, tous précédés d'une introduction littéraire et moralisante. Il commence par des conseils sur l'art de fabriquer les couleurs pour la miniature et la peinture murale et contient les premières mentions de la peinture à l'huile, dont on se servait peu encore, n'ayant pas trouvé le moyen de faire sécher rapidement la composition. Le deuxième est consacré à l'art du vitrail. Le dernier, de loin le plus important, est consacré au travail des métaux, des pierres précieuses, de l'émail et de l'ivoire, avec un chapitre introduisant à la facture de l'orgue. 

« Ô toi qui liras ce livre, qui que tu sois, ô mon fils, je ne te cacherai rien de ce qui m'a été possible d'apprendre. Je t'enseignerai ce que savent les Grecs dans l'art de choisir et de mélanger les couleurs ; les Italiens dans la fabrication de l'argenterie, le travail de l'ivoire, l'emploi des pierres fines ; la Toscane, particulièrement, dans le vermeil et la fonte des nielli ; l'Arabie dans la damasquinerie ; l'Allemagne dans le travail de l'or, le cuivre, du fer, du bois ; la France dans la construction de ses brillants et précieux vitraux. »

— Schedula diversarum artium, préface.
En ce qui concerne son plan, le Schedula diversarum artium recouvre exactement celui d'un traité anonyme portant sur des méthodes d'alchimie de l'antiquité tardive, le Mappæ clavicula auquel le XIIe siècle a ajouté quelques recettes techniques issues de France et d'Angleterre. Il est à l'origine d'échange de recettes durant tout le Moyen Âge tardif, il n'est donc pas étonnant qu'il serve de modèle à Théophile. 
L'esprit du diversis artibus est typique de la pensée médiévale. L'artiste y est considéré non comme un auteur, mais comme le moyen de l'accomplissement d'une œuvre. L'art qui remontant au péché originel, ne trouve sa justification que dans la glorification de l'Église et dans un but de contemplation mystique. L'œuvre d'art est un devoir envers Dieu. Les introductions de chaque livre reflètent l'attitude de l'artisan devant la scientia Dei, le « but ultime ».
Suivant l'innovation introduite par Hugues de Saint-Victor dans le Didascalicon, Théophile poursuit l'introduction des arts mécaniques au sein de l'étude médiévale et sa justification théologique. Mais il ne présente que trois des métiers, parmi les sept arts mécaniques d'Hugues (Didascalion, partie II ch. 22, consacré à la vaste discipline intitulée Armatura).

### L'art de la peinture
De temperamentis colorum, 38 chapitres.
Théophile traite directement du travail et non de la préparation des couleurs ou des matériaux ce qui ne vient qu'ensuite. Sans prétendre être exhaustif, il consacre treize chapitres (très courts) en tout au traitement des chairs et spécialement du visage, puis un seul aux vêtements (assez long), etc. L'auteur l'affirme clairement : la peinture doit commencer par la créature humaine (humana creatura) à l'instar de la création elle-même. Référence à Genèse I, 28. Et spécialement le visage qui en est la partie la plus importante. L'homme est créé ad imaginem et similitudinem Dei c'est-à-dire à l'image et ressemblance de Dieu. 
Le chapitre XXIV traite de la manière de poser l'or et l'argent. C'est à partir du VIe siècle que l'influence byzantine apporte les couleurs et l'or dans les enluminures. Mais les rehauts d'or ou d'argent n'apparaissent qu'au XIe siècle. A l'or était parfois substitué de l'étain coloré au safran (Ch. XXVI). La poudre (ou la feuille d'or), de ces précieux métaux était posée sur le parchemin, après avoir recouvert la place d'un mélange de vermillon, de cinabre et de blanc d'œuf (clarea) pour le fixer et lui donner de l'éclat, c'est l'assiette. 

« Prenez du clair d'œuf battu sans eau ; enduisez-en avec un pinceau la place que doit occuper l'or ou l'argent. Humectant à votre bouche la queue du même pinceau, vous en toucherez un coin de la feuille coupée : l'enlevant alors avec une extrême rapidité, vous la poserez sur la place préparée et l'étendez avec un pinceau sec et non mouillé. À ce moment, il faut se protéger de l'air, il faut retenir votre respiration. »

Le chapitre XXX explique comment moudre l'or pour les livres et faire le moulin.
Le chapitre XXXIII dévoile les techniques flamandes de moulage de l'or avec du mercure.
Le chapitre XXXVIII est consacré aux colles utilisées pour ces métaux.
À noter que certaines informations manquent pour réussir les préparations indiquées. Par exemple la préparation d'un liant à partir du blanc d'œuf

### L'art du verre peint
De arte vitriaria, 31 chapitres.
Comme dans la partie précédente, les techniques sont décrites et conditionnées par leur emploi pour la production d'un objet.
Le verre était originellement vert ou opaque. Pour le colorer, les maîtres verriers ajoutaient de l'oxyde de fer ou de cuivre. Le cobalt d'où étaient extraits les oxydes, n'était à l'époque produit qu'en Bohême ou justement en Saxe.
Chapitre XXVIII : De gemmis picto vitro imponendis (De la pose des pierres précieuses sur le verre peint). Les procédés décrits sont originaux et contraires à ceux constatés sur les vitraux de l'époque.
Le schéma du vitrail est tracé sur une table enduite de craie.

### L'art du métal
De arte fusili, 96 chapitres.
Traite des instruments liturgiques, calices et patènes, outre pailles liturgiques, passoires, burettes et encensoirs ; puis sommairement les reliquaires, les crosses et les couvertures de missels ainsi qu'à la fin, orgues et cloches. Allant du plus important théologiquement, au plus accessoire. 
Dans le chapitre consacré à la fonte des cloches, Théophile décrit en détail le procédé de moulage dit à cire perdue. La technique consiste en un moule d'argile à la forme de la cloche où est éventuellement gravée une inscription, et une chape extérieure toujours en argile mais renforcée de bandes de fer. La cire s'écoulait à la base du moule. Après les avoir bouchés avec de l'argile, on coulait le bronze (78 % de cuivre et 22 d'étain environ).
Certains procédés de ce livre dérivent de pratiques superstitieuses voire magiques, lorsque par exemple il requiert l'utilisation du sang de chèvre (ch. 20) et de l'or espagnol (ch. 47). Ces recettes apparaissent déjà dans le Mappæ clavicula, chez Héraclius ou des sources plus anciennes encore, telles Pline l'Ancien (Naturalis Historia XXXVIII, 59).

## Publication
Redécouvert vers 1774 par Lessing alors qu'il travaillait à la bibliothèque de Wolfenbüttel, sa première partie fut publiée à Londres en 1781 par Rudolf Erich Raspe dans son A critical essay on oil painting, et intégralement par Lessing la même année à Brunswick (fondée sur les manuscrits de Wolfenbüttel et Leipzig). 
En France, il fut traduit et publié par de l'Escalopier en 1843, avec une introduction de Joseph Marie Guichard et en 1851 par Migne au sein de la Nouvelle encyclopédie théologique (vol. 12), avec des notes de Jean-Jacques Bourassé. Une nouvelle traduction est parue chez Émile Paul en 1924.

## Manuscrits

### Complets

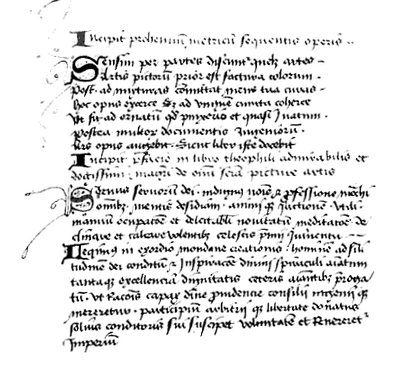
Première page de la préface de Schedula diversum artium, BnF, Ms. lat. 6741.

- Amiens, Bibliothèque municipale Ms. Lescalopier 46 (1520-1540). Composé de 86 pages de papier, 195 × 137 mm. Une seule colonne de 26 lignes environ.
- Dresde, Bibliothèque d'État de Saxe, Ms. B 183 (Provient d'Altzelle, env. 1200). Gravement endommagé en 1945.
- Leipzig, Bibliothèque universitaire, Ms. 1157 (olim 1144) (1300-1340). 72 feuillets de parchemin, 280 × 250 mm. Sur deux colonnes de 59 lignes. Écrit pour la Maison Dominicaine de Leipzig. Il est accompagné de texte de travaux médicaux d'Alchindus, Aegidius et Galien, le De mineralibus d'Albert le Grand, ainsi que quelques commentaires d’Albert sur Aristote. Le Schedula intervient au troisième rang.
- Vienne, Bibliothèque nationale, Codex 2527 & Codex 51 (1120-1140)[17]. Le codex 2527 présente seul le texte de Théophile, contrairement à tous les autres manuscrits. Composé de 117 feuillets de parchemin, 125 × 75 mm. Une seule colonne de 20 ou 21 lignes.
- Wolfenbüttel, Herzog August Bibliothek, Codex Guelph Gudianus lat. 2° 69 (fos 86-114v - première moitié du XIIe siècle)[18]. Composé de 115 feuillets de parchemin, 205 × 285 mm. Sur deux colonnes de 38 lignes. Associé à un texte de Vitruve De architectura (fos 1r-85v).

### Partiels
- Bruxelles, Bibliothèque Royale, Ms. 10147-58
- Cambridge, University Library (Trinity College), Ms. 1131 = Ms. Ee. 6. 39 (Origine Lincoln, Angleterre, XIIIe siècle). Composé de 149 feuillets de parchemin, 180 × 155 mm. Une colonne de 28 lignes. Extraits du livre I et III. Associé à deux traités sur l'agriculture et la médecine, Palladius, Opus agriculturae (fos 3r-104v) et Macer, Liber de viribus herbarum (fos 106r-131v).
- Florence, Biblioteca Nazionale, Ms. Palat. 951 (fos 1r-11v - XIVe ou XVe siècle à Naples). Composé de 143 feuillets de papier, 220 × 150 mm. Le Schedula est suivi, jusqu'au fo 41v, de deux autres traités sur les métaux, ce qui semblent former un ensemble. Le reste comprend notamment deux ouvrages d'Aristote et divers copies anonymes.
- Londres, British Library, Ms. Egerton 840A (fos 6r-16v - origine Angleterre, première moitié du XIIIe siècle). Contient les 37 premiers chapitres du livre I. 25 feuillets de parchemin, 140 × 95 mm. Une colonne de 28 lignes. Accompagné d'un texte sur l'astrologie, sur la construction des astrolabes, et document technologique, Héraclius, De coloribus et artibus romanorum. Anciennement appelé Manuscrit de Trinity College, Cambridge, Ms. R 15 5.
- Londres, British Library, Ms. Harley 3915 (fos 2r-109v - origine Cologne, début XIIIe siècle). 150 feuillets de parchemin, 150 × 109 mm. Une colonne de 23 lignes. Accompagné du De coloribus et artibus romanoru d'Heraclius et de divers traités de recettes médicales et chimiques.
- Montpellier, Bibliothèque de médecine, Ms. 277 (fos 81v-100v - compilation partielle qui contient presque tout le premier livre[19])
- Oxford, Magdalen College Library, Ms. Coll. 173.
- Paris, Bibliothèque nationale, Ms. lat. 6741 (fos 43r-51r - 1431). Contient les 29 premiers chapitres du livre I. Composé de 106 feuillets de 216 × 148 mm. Une colonne, environ 27 lignes. Contient d'autres traités sur les couleurs, de Pierre de Audemar, Liber de coloribus (fos 52r-64r), suivi du Liber de coloribus et artibus Romanorum d'Heraclius (fos 64v-81r), Jean Alcherius, De compositione colorum (fos 81v-85v), de Jean Le Bègue[20], Recettes pour les couleurs (fos 92r-101v), d'auteurs anonymes, Experimenta de coloribus (fos 2r-20v et 22r-41v) et De diversis coloribus (fos 87r-90r).
- Venise, Biblioteca Nazionale Marciana, Ms. lat. 3597 (origine Vienne, fin XVIIe siècle). Composé de 137 feuillets, 194 × 142 mm. Sur une colonne de 24 lignes. Copie probable de Ms Vienne 11236, lui-même copie du Ms 2527.

## Éditions
- Théophile, prêtre et moine, Essai sur divers arts, en trois livres, corrigé, annoté et complété d'après le texte latin du XIIe siècle (traduction Bourassé), éd. André Blanc, Picard, Paris 1980, 206 p.
- Moine Théophile, Traité des divers arts, Éditions du Cosmogone, 1998  (ISBN 978-2-909781-67-9)
- Théophile, Schedula diversarum artium, Émile Paul Frères, Paris 1924.
- Théophile, Schedula diversarum artium, traduit et publié par de l'Escalopier, éd. Firmin Didot Frères, Paris 1843[21].
- Jacopo Morelli, Codices manuscripti Latini bibliothecae Nanianae, Venise 1776, p. 33-42 (pub. partielle).
- (en) Robert Hendrie, Theophili, qui et Rugerus, presbyteri et monachi libri III de diversis artibus seu diversarum artium schedula, Londres 1847.
- (en) Charles Reginald Dodwell, Theophilus, the Various Arts. Traduction, introduction et notes, Londres-New York 1961.
- (en) John G. Hawthorne & Cyril Stanley Smith, Theophilius. De diversis artibus. Translated from the Latin with Introduction and Notes, University of Chicago Press, Chicago 1963, 216 p. 1963 ; rééd. Dover Publications, Inc. New York-Londres 1979.
- (it) A. Caffaro, Le varie arti. De diversis artibus. Manuale di tecnica artistica medievale, Salerne, Palladio Editrice 2000.
- (pl) Teofil Prezbiter, Diversum Artium Schedula. Średniowieczny zbiór przepisów o sztukach rozmaitych, Kracovie, 1998.